# Paddington (Praed Street)
Paddington is een station van de metro van Londen aan de Bakerloo Line, Circle Line en District Line. Het ligt aan de zuidkant van Praed Street bij spoorwegstation Paddington.

## Geschiedenis

### Metropolitan Railway
De Metropolitan Railway (MR) opende in 1863 de eerste metrolijn ter wereld die de spoorwegstations aan de noordrand van de stad onderling verbond. Na verlengingen aan zowel de west- als de oost-kant in 1864 bouwde de MR de Kensington-tak in het kader van een ringlijn die ze samen met de District Railway (DR) zou vormen. Deze tak tussen Praed Street junction en Gloucester Road werd op 1 oktober 1868 geopend. Paddington (Praed Street) was het noordelijkste station van deze tak en was het tweede dat naast het spoorwegstation door MR werd geopend. De Kensington-tak is grotendeels in ondiepe tunnels gebouwd als openbouwputtunnel.

### Baker Street and Waterloo Railway
In 1902 kocht de Amerikaanse investeerder Yerkes de DR en een aantal projecten voor lijnen met geboorde tunnels, waaronder de Baker Street and Waterloo Railway (BS&WR), de latere Bakerloo Line, en bracht deze onder in de Underground Electric Railways Company of London (UERL). Het initiële deel van de BS&WR werd op 10 maart 1906 geopend en op 1 december 1913 was de westelijke verlenging tot Paddington gereed. Het station was eindpunt tot 31 januari 1915, toen de verdere verlenging naar het noordwesten werd geopend, en daarom ligt er ten noorden van de perrons een overloopwissel zodat de metro's daar kunnen keren. In tegenstelling tot de meeste eerdere stations van de UERL werd er in Paddington geen apart stationsgebouw gebouwd, maar kwam er een ondergrondse stationshal met een toegang op de noordwestelijke hoek van de kruising van London Street en Praed Street, die overigens wel herkenbaar is als UERL bouwwerk door de bloedrode geglazuurde muren rondom. Na hun succesvolle introductie in Earl's Court in 1911, was het station het eerste op de lijn dat werd ontworpen om roltrappen te gebruiken in plaats van liften.

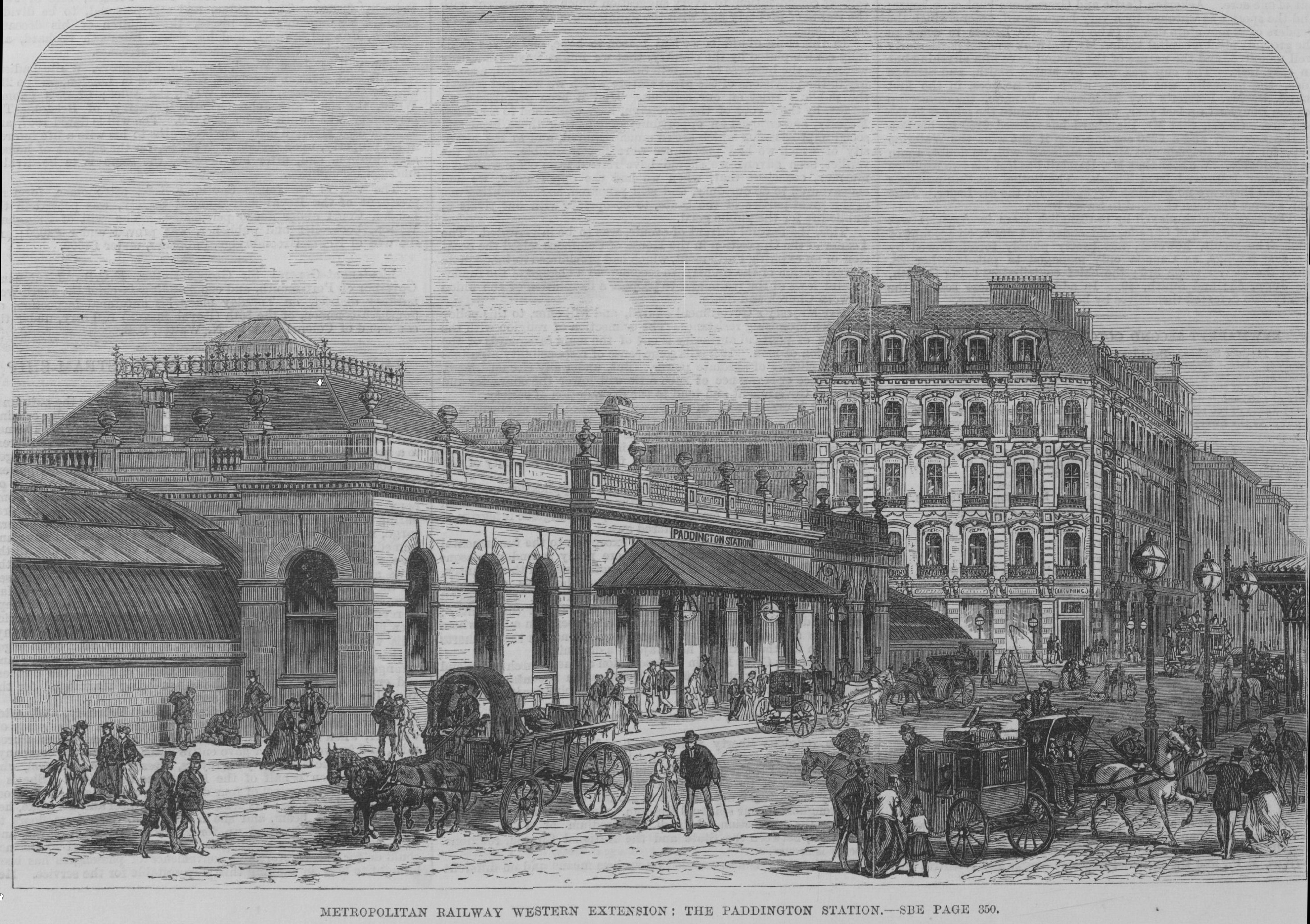
Het station van Fowler in 1868
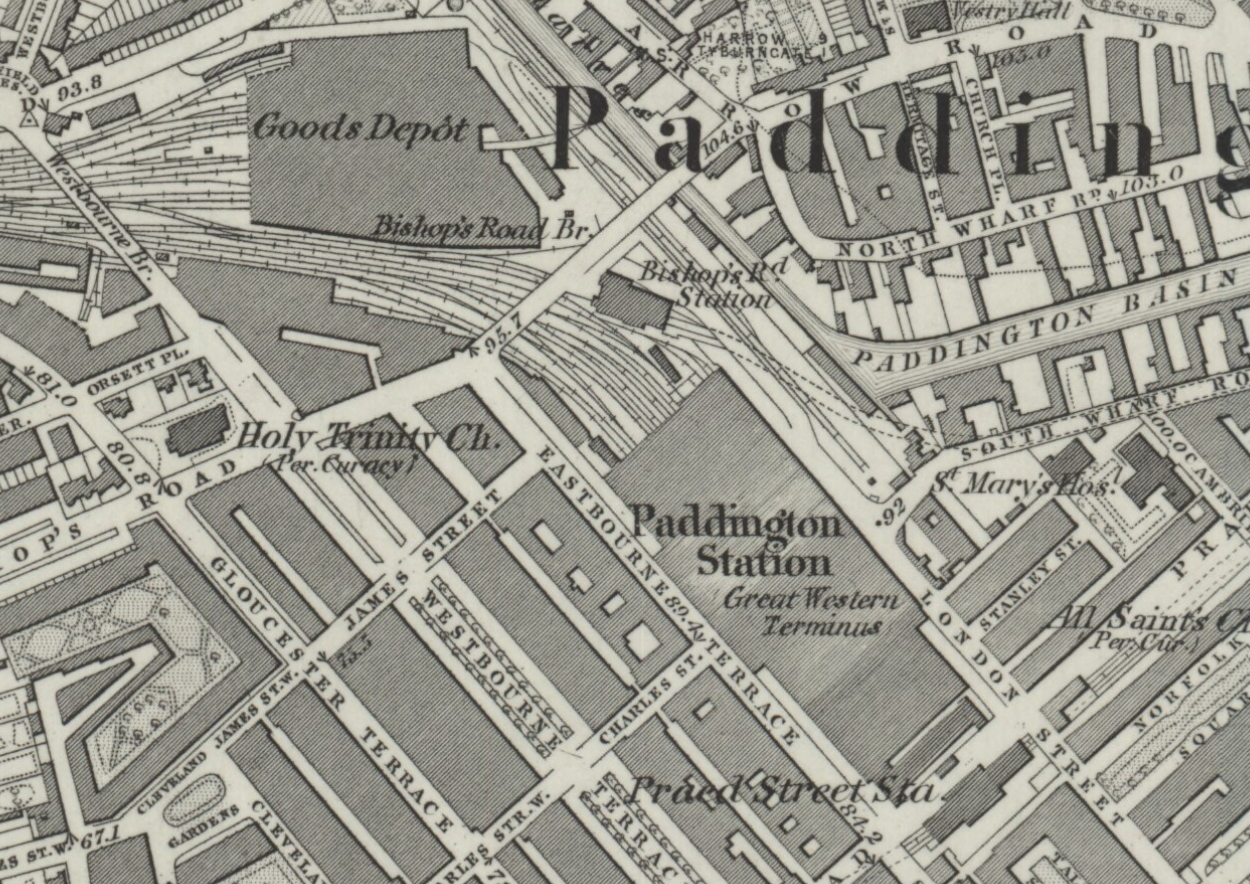
Paddington en omgeving in 1874.
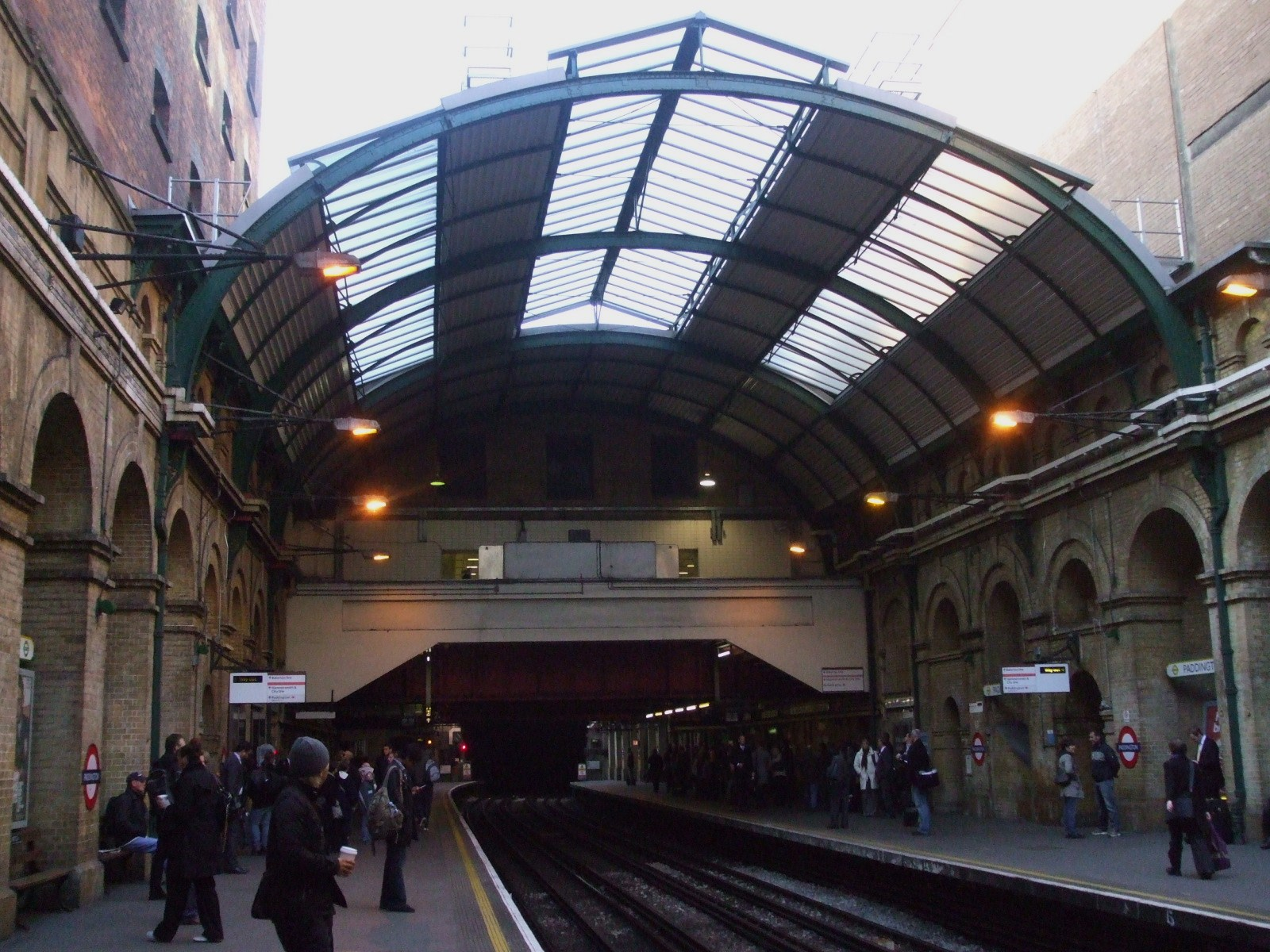
De overkapte perrons in de uitgraving.

## Ligging en inrichting
Het station heeft drie verdeelhallen: één voor de Circle- en District-Line in het stationsgebouw, één onder de grond voor de Bakerloo Line en één onder het hoofdstation. De metrolijnen zijn via overstaptunnels verbonden met de verdeelhal onder het hoofdstation maar er is geen rechtstreekse verbinding. Op de metrokaart zijn het metrostation aan de noordkant en dat aan de zuidkant als een geheel weergegeven en worden de reizigerstellingen gecombineerd, maar de overstappers moeten buiten de poortjes door de stationshal om bij het andere station te komen. Als dat binnen een bepaalde tijd gebeurt hoeft niet opnieuw het instaptarief betaald te worden.

### Metropolitan Line
De twee zijperrons van de Kensington-tak liggen in een uitgraving parallel aan Praed Street, deels overkapt met een glazen dak en deels in de openlucht. Het werd ontworpen door John Fowler, de hoofdingenieur van de MR. Het bakstenen stationsgebouw op straatniveau had een balustrade langs de rand van het dak die was opgesierd met urnen. Het stationsgebouw van Fowler werd in 1914 vervangen door een gebouw naar een ontwerp van de architect van de MR, Charles W. Clark, met een gevel van witte faienceblokken. Het gebouw staat op de monumentenlijst van Historic England en werd in 1986 gerestaureerd tijdens het groot onderhoud tussen 1984 en 1987, dit onderhoud kostte £ 6 miljoen.

### Bakerloo Line
De perrons van de Bakerloo Line liggen in perrontunnels op 16 meter onder het maaiveld als onderdeel van het dubbelgewelfdstation. Dit is van meet af aan ontworpen met een roltrapgroep tussen verdeelhal en perrons. Het groot onderhoud in de jaren 80 van de 20e eeuw werd aangegrepen om het station op te sieren met tegelwerk van David Hamilton. Deze tegels zijn voorzien van afbeeldingen van technische tekeningen van spoorwegingenieurs, waaronder Marc Isambard Brunel. Als onderdeel van de bouw van de Elizabeth Line werd £ 40 miljoen uitgetrokken voor een nieuwe, 170 meter lange, overstaptunnel tussen de perrons van de Bakerloo Line en die van de Elizabeth Line. Hiertoe werden de perrons aan de Bakerloo Line in 2016 vijf maanden gesloten om de bouw en de vervanging van roltrappen mogelijk te maken.Deze nieuwe tunnel heeft twee roltrappen en liften zodat de perrons van de Bakerloo Line vai het station aan de Elizabeth Line rolstoeltoegankelijk zijn. In december 2016 keurde de gemeenteraad van Westminster voorstellen goed voor een bouwproject, Paddington Square, op een terrein naast het hoofdstation. Het project omvatte de reconstructie van het Bakerloo deel van het station die in september 2024 werd voltooid. Hierbij is de verdeelhal verdubbeld in oppervlak net als het aantal toegangspoortjes en is een rolstoelgeschikte toegang op straatniveau gerealiseerdbouwd.

## Reizigersverkeer
Aanvankelijk werden de metrodiensten verzorgd door zowel de MR als de DR die voor de Inner Circle elk eigen materieel inzette op elkaars sporen. In 1905 werd overgeschakeld van stoom op elektrische tractie. In 1913 kwamen hier de diensten op de BW &SR bij die stoppen bij de perrons in de geboorde tunnels op 16 meter diepte. Op 1 november 1926 nam de MR alle diensten op de Inner Circle over toen DR eigen diensten tussen Wimbledon en Edgware Road over het traject begon. Hiertoe werden in Edgware Road de sporen gebruikt die door de MR waren gebouwd voor een nooit aangelegde aftakking naar Finchley Road.
In 1933 werd het OV in Londen genationaliseerd in London Transport die de verschillende metrobedrijven de eenvormige uitgang Line gaf zodat sindsdien sprake was van Metropoltan Line, District Line en Bakerloo Line. Langs de perrons van de Bakerloo Line was de naam Paddington zonder toevoegingen aangebracht hetgeen op 11 juli 1947 ook op de Kensington-tak werd doorgevoerd. In 1949 werd de Circle Line geformaliseerd met een eigen lijnkleur, geel, op de kaart en daarmee verdween de Metropolitan Line van dit station.
In de normale dienst variëren de frequenties afhankelijk van de drukte. De Circle Line rijdt om de 10 minuten, tussen 5:31 uur en 0:39 uur met de klok mee, tussen 5:07 uur en 0:45 uur tegen de klok in. De District Line rijdt ook om de 10 minuten, tussen 5:44 uur en 0:06 uur richting Edgware Road en tussen 5:57 uur en 0:22 uur in westelijke richting. Een aantal late diensten van de Circle Line met de klok mee rijdt verder door dan Edgware Road. De Bakerloo Line rijdt om de 3 minuten in beide richtingen, van 5:45 uur tot 0:22 naar het zuiden en van 5:55 uur tot 0:41 uur naar het noorden. Overstappers mogen ook over straat naar Lancaster Gate aan de Central Line en kunnen zich daar, binnen een bepaalde tijd, opnieuw aanmelden zonder opnieuw het instaptarief te betalen.

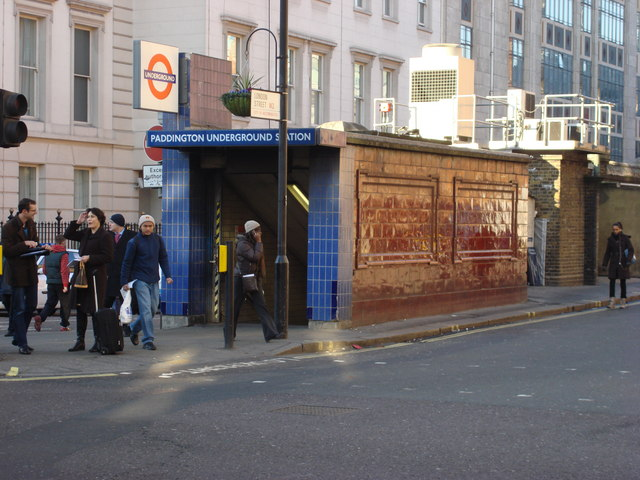
De ingang voor de Bakerloo Line uit 1913.
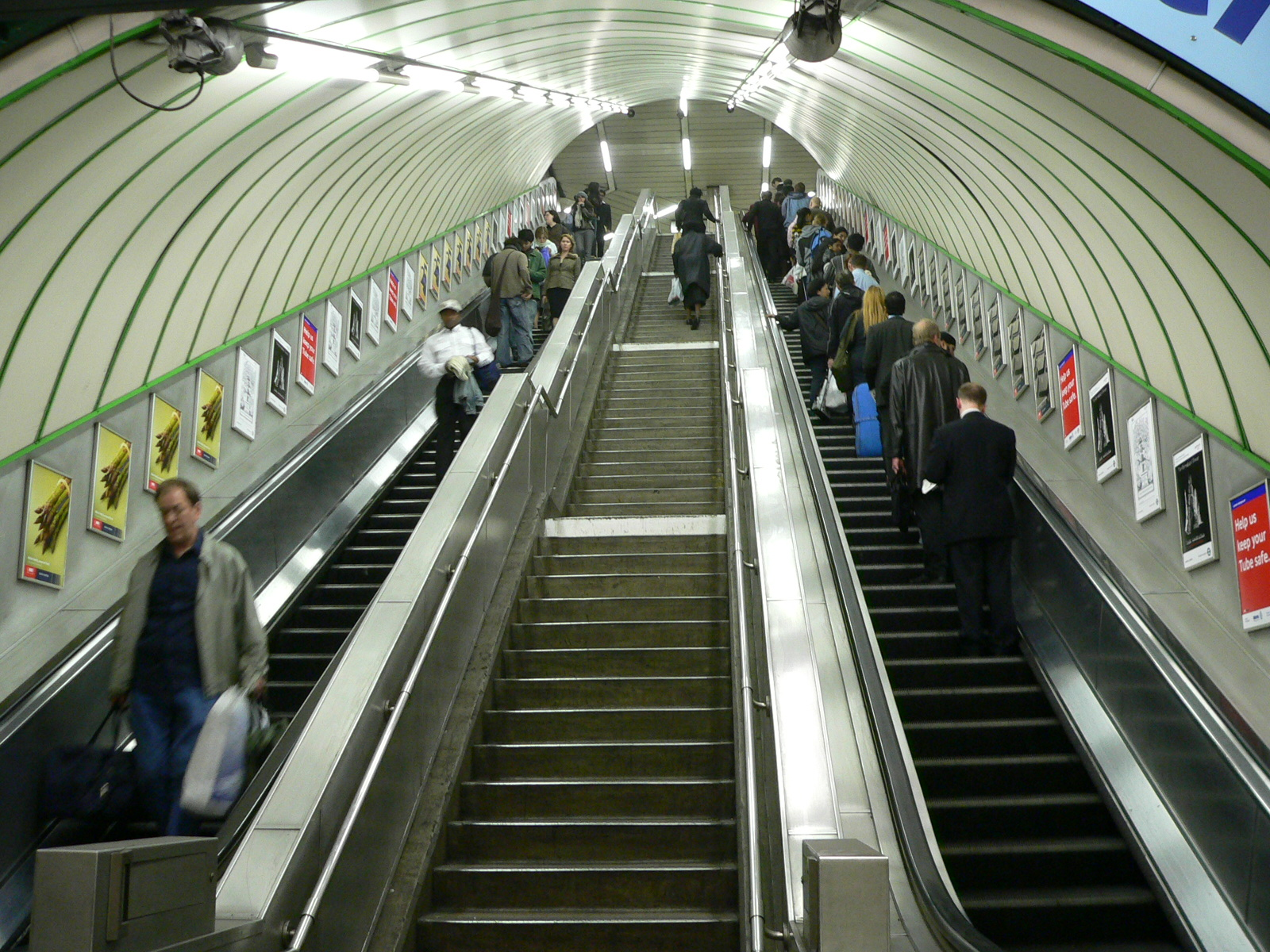
De roltrapgroep van de Bakerloo Line.
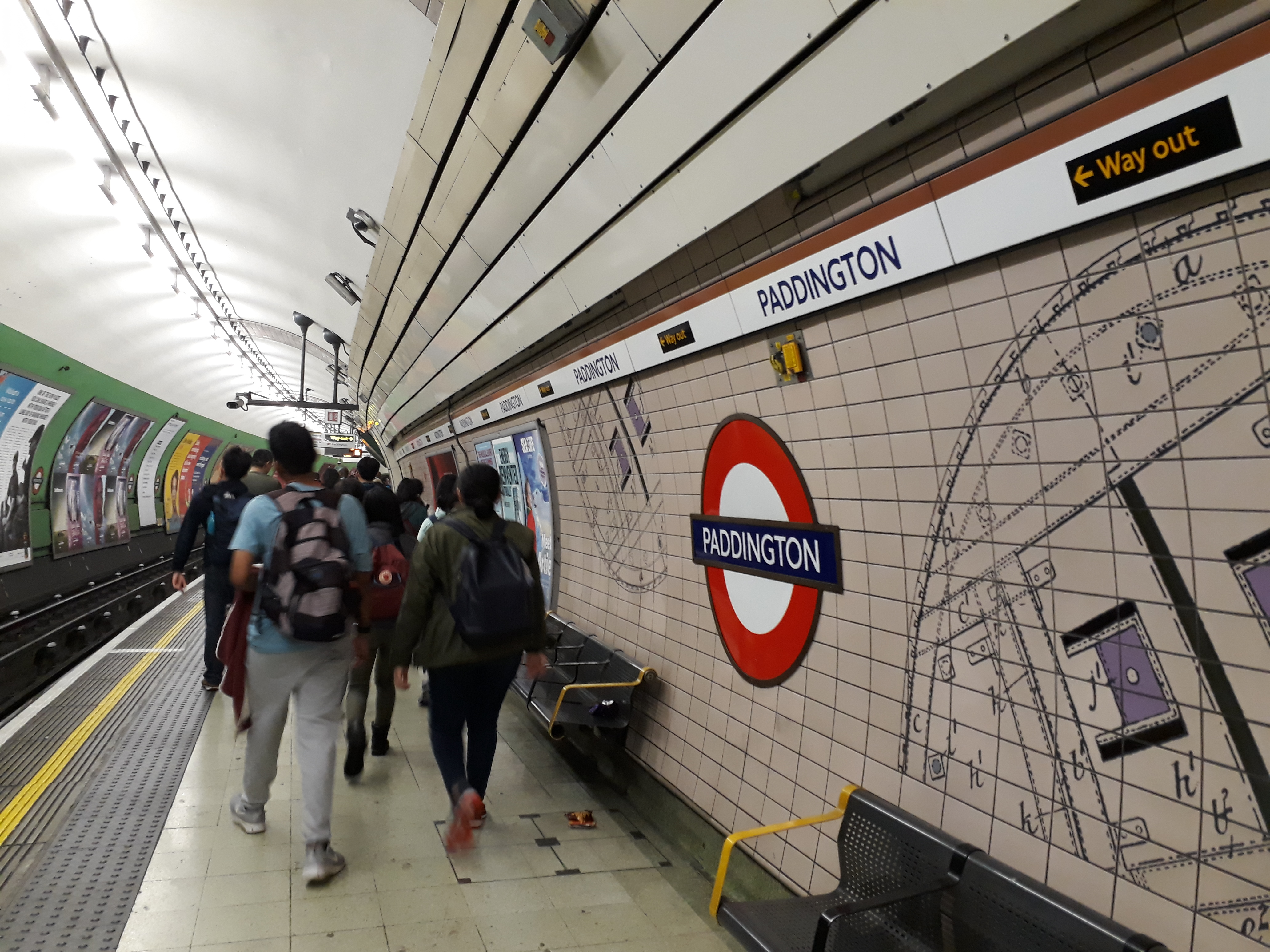
De tegels met technische tekeningen langs het perron van de Bakerloo Line.

## Bommen
Het ondiep gelegen deel is twee keer beschadigd door explosies. Op 30 oktober 1883 ontplofte een bom die was geplaatst door Fenians, strijders voor een onafhankelijke Ierse Republiek, in een trein nabij het station. De bom beschadigde de betreffende trein en een passerende trein alsmede een deel van het station en het seinhuis met 62 gewonden tot gevolg. In de nacht van 13 oktober 1940 werd het station getroffen door Duitse bommen die tijdens de Blitz werden afgeworpen, waarbij vijf mensen in het station meteen omkwamen en vier gewonden later alsnog overleden aan hun verwondingen.

## Fotoarchief
- London Transport Museum Photographic Archive
  - Het station in 1868
  - De perrons in 1898
  - De toegang van de Baker Street & Waterloo Railway in 1932
  - Het station in 1933
  - Bombardementsschade in 1940

Harrow & Wealdstone ·
Kenton ·
South Kenton ·
North Wembley ·
Wembley Central ·
Stonebridge park ·
Harlesden ·
Willesden Junction ·
Kensal Green ·
Queen's Park ·
Kilburn Park ·
Maida Vale ·
Warwick Avenue ·
Paddington ·
Edgware Road ·
Marylebone ·
Baker Street ·
Regent's Park ·
Oxford Circus ·
Piccadilly Circus ·
Charing Cross ·
Embankment ·
Waterloo ·
Lambeth North ·
Elephant & Castle
Hammersmith · 
Goldhawk Road · 
Shepherd's Bush Market · 
Wood Lane · 
Latimer Road · 
Ladbroke Grove · 
Westbourne Park · 
Royal Oak · 
Paddington · 
Edgware Road · 
Baker Street · 
Great Portland Street · 
Euston Square · 
King's Cross St. Pancras · 
Farringdon · 
Barbican · 
Moorgate · 
Liverpool Street · 
Aldgate · 
Tower Hill · 
Monument · 
Cannon Street · 
Mansion House · 
Blackfriars · 
Temple · 
Embankment · 
Westminster · 
St. James's Park · 
Victoria · 
Sloane Square · 
South Kensington · 
Gloucester Road · 
High Street Kensington · 
Notting Hill Gate · 
Bayswater · 
Paddington · 
Edgware Road